# 韋氏穴麗魚
韋氏穴麗魚，為輻鰭魚綱鱸形目隆頭魚亞目慈鯛科的其中一種，分布於非洲安哥拉庫內內河流域，體長可達14.7公分，棲息在中底層水域，生活習性不明。